# Giải của Hội phê bình phim New York cho nữ diễn viên chính xuất sắc nhất
Giải của Hội phê bình phim New York cho nữ diễn viên xuất sắc nhất (New York Film Critics Circle Award for Best Actress) là một trong các giải thưởng của Hội phê bình phim New York (New York Film Critics Circle) để vinh danh các nữ diễn viên điện ảnh xuất sắc nhất:

## Những người đoạt giải

### Thập niên 1930
- 1935 – Greta Garbo - Anna Karenina
- 1936 – Luise Rainer - The Great Ziegfeld
- 1937 – Greta Garbo - Camille
- 1938 – Margaret Sullavan - Three Comrades
- 1939 – Vivien Leigh - Gone with the Wind

### Thập niên 1940
- 1940 – Katharine Hepburn - The Philadelphia Story
- 1941 – Joan Fontaine - Suspicion
- 1942 – Agnes Moorehead - The Magnificent Ambersons
- 1943 – Ida Lupino - The Hard Way
- 1944 – Tallulah Bankhead - Lifeboat
- 1945 – Ingrid Bergman - The Bells of St. Mary's và Spellbound
- 1946 – Celia Johnson - Brief Encounter
- 1947 – Deborah Kerr - Black Narcissus và I See a Dark Stranger
- 1948 – Olivia de Havilland - The Snake Pit
- 1949 – Olivia de Havilland - The Heiress

### Thập niên 1950
- 1950 – Bette Davis - All About Eve
- 1951 – Vivien Leigh - A Streetcar Named Desire
- 1952 – Shirley Booth - Come Back, Little Sheba
- 1953 – Audrey Hepburn - Roman Holiday
- 1954 – Grace Kelly - The Country Girl và Dial M for Murder và Rear Window
- 1955 – Anna Magnani - The Rose Tattoo
- 1956 – Ingrid Bergman - Anastasia
- 1957 – Deborah Kerr - Heaven Knows, Mr. Allison
- 1958 – Susan Hayward - I Want to Live!
- 1959 – Audrey Hepburn - The Nun's Story

### Thập niên 1960
- 1960 – Deborah Kerr - The Sundowners
- 1961 – Sophia Loren - Two Women
- 1962 – Không phát thưởng
- 1963 – Patricia Neal - Hud
- 1964 – Kim Stanley - Séance on a Wet Afternoon
- 1965 – Julie Christie - Darling
- 1966 – Elizabeth Taylor - Who's Afraid of Virginia Woolf? và Lynn Redgrave - Georgy Girl
- 1967 – Edith Evans - The Whisperers
- 1968 – Joanne Woodward - Rachel, Rachel
- 1969 – Jane Fonda - They Shoot Horses, Don't They?

### Thập niên 1970
- 1970 – Glenda Jackson - Women in Love
- 1971 – Jane Fonda - Klute
- 1972 – Liv Ullmann - Cries and Whispers và The Emigrants
- 1973 – Joanne Woodward - Summer Wishes, Winter Dreams
- 1974 – Liv Ullmann - Scenes from a Marriage
- 1975 – Isabelle Adjani - The Story of Adele H.
- 1976 – Liv Ullmann - Face to Face
- 1977 – Diane Keaton - Annie Hall
- 1978 – Ingrid Bergman - Autumn Sonata
- 1979 – Sally Field - Norma Rae

### Thập niên 1980
- 1980 – Sissy Spacek - Coal Miner's Daughter
- 1981 – Glenda Jackson - Stevie
- 1982 – Meryl Streep - Sophie's Choice
- 1983 – Shirley MacLaine - Terms of Endearment
- 1984 – Peggy Ashcroft - A Passage to India
- 1985 – Norma Aleandro - The Official Story
- 1986 – Sissy Spacek - Crimes of the Heart
- 1987 – Holly Hunter - Broadcast News
- 1988 – Meryl Streep - A Cry in the Dark
- 1989 – Michelle Pfeiffer - The Fabulous Baker Boys

### Thập niên 1990
- 1990 – Joanne Woodward - Mr. and Mrs. Bridge
- 1991 – Jodie Foster - The Silence of the Lambs
- 1992 – Emma Thompson - Howards End
- 1993 – Holly Hunter - The Piano
- 1994 – Linda Fiorentino - The Last Seduction
- 1995 – Jennifer Jason Leigh - Georgia
- 1996 – Emily Watson - Breaking the Waves
- 1997 – Julie Christie - Afterglow
- 1998 – Cameron Diaz - There's Something About Mary
- 1999 – Hilary Swank - Boys Don't Cry

### Thập niên 2000
- 2000 – Laura Linney - You Can Count On Me
- 2001 – Sissy Spacek - In the Bedroom
- 2002 – Diane Lane - Unfaithful
- 2003 – Hope Davis - American Splendor and The Secret Lives of Dentists
- 2004 – Imelda Staunton - Vera Drake
- 2005 – Reese Witherspoon - Walk the Line
- 2006 – Helen Mirren - The Queen
- 2007 – Julie Christie - Away from Her
- 2008 – Sally Hawkins - Happy-Go-Lucky
- 2009 – Meryl Streep - Julie & Julia

### Thập niên 2010
- 2010 – Annette Bening - The Kids Are All Right

Bản mẫu:NYFCC Awards Chron